# Terrasse Émilienne-Moreau-Évrard
La terrasse Émilienne-Moreau-Évrard est une voie récente du 10e arrondissement de Paris.

## Situation et accès
Cette esplanade est située sur la partie nord de la place de la République.

## Origine du nom
Elle rend hommage à Émilienne Moreau-Évrard (1898-1971), héroïne de la guerre de 1914-1918, résistante, compagnon de la Libération, dite « Émilienne la Blonde », alias « Jeanne Poirier ».

## Historique
La terrasse Émilienne-Moreau-Évrard a été créée lors du réaménagement de la place de la République et inaugurée le 1er juillet 2013,,.